# Betain-Homocystein-Methyltransferase
Die Betain-Homocystein-Methyltransferase ist ein Enzym aus der Gruppe der Transferasen, die im Methioninzyklus  eine Methylgruppe von Betain auf Homocystein überträgt. Homocystein wird dadurch zu Methionin remethyliert und Betain wird in Dimethylglycin umgewandelt. Neben der Methioninsynthase ist dies der zweite Weg, um Homocystein zu remethylieren.